# Stanisław Krajski
Stanisław Krajski (ur. 3 sierpnia 1956 w Warszawie) – polski historyk filozofii, nauczyciel akademicki i publicysta, doktor nauk filozoficznych (1986), tomista.

## Życiorys
W 1983 ukończył studia na Wydziale Filozofii Chrześcijańskiej Akademii Teologii Katolickiej w Warszawie. W 1986 uzyskał stopień doktora nauk filozoficznych na podstawie pracy pt. Zawartość treściowa traktatu „De ente et essentia” św. Tomasza z Akwinu napisanej pod kierunkiem Mieczysława Gogacza. Od 1994 pracował jako adiunkt na Wydziale Filozofii Chrześcijańskiej Uniwersytetu Kardynała Stefana Wyszyńskiego w Warszawie.
Regularnie publikował w gazecie „Nasz Dziennik”. Przez wiele lat w dzienniku ukazywała się jego stała rubryka pt. „W dobrym tonie”, gdzie omawiał wybrane zagadnienia z dziedziny savoir-vivre’u. Na łamach pisma komentował również bieżące wydarzenia polityczne oraz omawiał tematy związane m.in. z masonerią i aktualną sytuacją kościoła katolickiego. Swoją rozpoznawalność, głównie w środowiskach katolickich zawdzięcza stałym występom w Radiu Maryja i Telewizji Trwam. W mediach tych prowadził program o dobrym wychowaniu pt. „Savoir-vivre”, a także cykl rozmów o filozofii pt. „Świat Michała” (wraz z synem Michałem, który również jest doktorem filozofii). Często występował także w Telewizji Republika.
W 2017 toruńskie media założone przez o. Tadeusza Rydzyka zakończyły z nim współpracę, a księgarnie „Naszego Dziennika” i Fundacji Nasza Przyszłość zaprzestały sprzedaży książek jego autorstwa. Miało to związek z propagowaniem przez niego poglądów niezgodnych z nauczaniem kościoła katolickiego (m.in. tych dotyczących Intronizacji Chrystusa na Króla Polski) czy licznymi oskarżeniami o antysemityzm, które zaczęły się już po raz pierwszy pojawiać po publikacji książki Masoneria 2009 z umieszczoną na okładce Gwiazdą Dawida. Z krytyką części środowisk spotkały się również treści w niej zawarte. Publikację oficjalnie skrytykowała Ambasada Izraela w Polsce, a jej ówczesny rzecznik Michał Sobelman w wywiadzie udzielonym dla „Dziennika” wyjaśnił przyczyny takiej decyzji. Według Krajskiego głównym, ale nie jedynym powodem zakończenia z nim współpracy przez Radio Maryja i Telewizję Trwam była napisana przez niego książka pt. Papież Franciszek – dokąd zmierza kościół, w której krytycznie ocenił postać nowo wybranego wówczas zwierzchnika kościoła katolickiego i jego wizję katolicyzmu.
W oficjalnie wydanym w styczniu 2021 przez Konferencję Episkopatu Polski zeszycie specjalnym do programu duszpasterskiego Kościoła katolickiego w Polsce na rok 2020/2021, pt. Duszpasterstwo w czasie pandemii, ks. dr Przemysław Sawa przestrzegł wierzących przed błędami teologicznymi i szkodliwymi poglądami niektórych internetowych kaznodziejów i publicystów mieniących się jako katoliccy. Spośród tej drugiej grupy wymienił on m.in. Stanisława Krajskiego, któremu zarzucił promowanie będącego w karach kościelnych abpa Jana Pawła Lengi, krytykującego liturgię posoborową czy papieża Franciszka, podważając nawet legalność jego wyboru. Zaznaczył też, że poglądy Krajskiego są często skrajne i gorszące, zarówno w podejściu do wiary, kościoła katolickiego, jak i wielu kwestii społecznych.
Od 2018 prowadzi w telewizji internetowej wRealu24 cykliczny program „Brzytwa, czyli ostro na każdy temat”, którego gośćmi są m.in. abp Jan Paweł Lenga i prof. Mirosław Dakowski. Współpracuje też z kanałem Media Narodowe. W 2018 założył w serwisie YouTube swój własny kanał Stanisław Krajski, a w 2019 także drugi, który nosi nazwę Stanisław Krajski TV. Jest częstym komentatorem wydarzeń społeczno-politycznych na antenie Radia Wnet.

### Poglądy
Jego artykuły poświęcone są m.in. wolnomularstwu i New Age. W swoich publikacjach opisuje działania masonerii jako stanowiące zagrożenie dla kościoła katolickiego i Polski. Jest propagatorem i zwolennikiem urzędowego ogłoszenia przez kościół katolicki i parlament Jezusa Chrystusa królem Polski. Propaguje wypowiedzi, m.in. krytykujące papieża Franciszka, wygłaszane przez arcybiskupa Jana Pawła Lengę, który na terenie diecezji włocławskiej, gdzie obecnie przebywa ma zakaz publicznego sprawowania Mszy Świętej i głoszenia kazań.
Należy do Akcji Katolickiej. Jest znany z ostrej krytyki protestantyzmu, a przede wszystkim Marcina Lutra. Sprzeciwia się prowadzonemu w obecnej formie dialogowi ekumenicznemu, w którym uczestniczą chrześcijańskie wspólnoty różnych wyznań. Krytykuje także modernizm katolicki, który według niego na nowo wkrada się do Kościoła, powodując protestantyzację wiary, polegającą m.in. na wybiórczym traktowaniu przykazań Bożych, dogmatów, obowiązku uczestnictwa w niedzielnej Eucharystii, a także sprzyja synkretyzmowi religijnemu wśród wiernych. Propaguje historię oraz znaczenie symboliki mszy trydenckiej. Opowiada się za całkowitym zakazem aborcji.
Jest krytykiem obecnej Unii Europejskiej, a co za tym idzie sprzeciwia się również obecności Polski w jej strukturach. Wielokrotnie określał ją jako lewicowo-platońsko-masońską strukturę.
Uważa, że koronawirus nigdy nie był groźniejszy od wielu innych znanych chorób. Powołując się na publikowane statystyki, wskazywał na niski poziom śmiertelności z powodu COVID-19, nawet w latach tzw. „pandemii koronawirusa". W jednym z felietonów na swoim kanale w serwisie YouTube stwierdził, że ludźmi zastraszonymi i działającymi pod wpływem lęku o zdrowie swoje i bliskich dużo łatwiej się manipuluje. Uważa także, że ograniczenia wprowadzane przez rządy na świecie z powodu wirusa były efektem histerii wywołanej głównie przez masonerię, ale też i globalistów, którzy narzucają swoje prawa mniejszym państwom. Według Krajskiego sytuacja ta miała na celu likwidację małych i średnich przedsiębiorstw na rzecz największych światowych koncernów. Miało to także według niego przyśpieszyć proces rozwoju neokolonializmu, czyli systemu, w którym mniejsze kraje będą stawać się jeszcze bardziej zależne od mocarstw (m.in. Stanów Zjednoczonych, Rosji czy Chin) oraz organizacji międzynarodowych. Jest także przeciwnikiem obowiązkowych szczepień. Głównym powodem takiego stanowiska nie są względy medyczne, ale to, że zakup szczepionek jest wspieraniem wielkich firm farmaceutycznych, którymi często według niego kierują masoni. Wielokrotnie wyrażał też przekonanie, że na wynalezieniu szczepionki na COVID-19 najwięcej zarobi Bill Gates, który dzięki światowemu kryzysowi ogromnie się wzbogacił. Poprzez umożliwienie w niektórych sektorach gospodarki pracy zdalnej czy wprowadzenie nauczania na odległość wiele przedsiębiorstw i instytucji wykupywało pełny dostęp do narzędzi informacyjno-komunikacyjnych proponowanych przez firmę Microsoft, której założycielem jest Gates.
Uważa, że system nowej generacji 5G wdrażany w sieciach komórkowych jest bardzo szkodliwy dla zdrowia, a oprócz tego ma być narzędziem, które umożliwi wprowadzenie nowego totalitarnego porządku światowego, w którym ludzie nie będą mogli czuć się bezpiecznie, gdyż będą nieustannie inwigilowani.
Wielokrotnie wyrażał pogląd, że protesty na Białorusi z 2020 przeciw wyborowi Alaksandra Łukaszenki na prezydenta były inspirowane i podsycane przez kraje Europy Zachodniej, a relacje z nich były w mediach tych krajów przesadzone i wyolbrzymione.
W 2021 w serwisie YouTube na kanale Stanisław Krajski TV opublikował serię krytycznych filmów pt. Przerywam zmowę milczenia o Radiu Maryja. Opowiedział w nich o kulisach działalności mediów założonych przez o. Rydzyka. Przez lata uważał, że Radio Maryja swoją działalnością, pomimo niedoskonałości, wnosi w życie religijne, społeczne i polityczne bardzo dużo dobra. Stąd też zdecydował się współpracować najpierw z Radiem Maryja, a później także Telewizją Trwam. W nagraniach wskazywał m.in., że niektórzy ojcowie redemptoryści nie powinni pracować w toruńskich mediach, gdyż się do tego nie nadawali i razili swoją niekompetencją. Przyznał także, że głos świeckich był i jest tam tłumiony i nic nie może pojawić się na antenie, co nie uzyska akceptacji o. Rydzyka lub któregoś z jego bliskich współpracowników. Przyznał także, że Radio Maryja przez lata nie mogło żyć bez „prześladowania”. Zawsze musiał znaleźć się ktoś, kogo można przedstawić jako osobę wrogą katolicyzmowi i toruńskim mediom. Przyznał też, że według niego, rządy Prawa i Sprawiedliwości, a  także pontyfikat papieża Franciszka sprawiły, że Radio Maryja i Telewizja Trwam stały się bardzo konformistyczne i w wielu sytuacjach nie stają po stronie prawdy. Według niego utraciły one swoją niezależność w momencie, kiedy zaczęły dodatkowo przyjmować środki finansowe na swoją działalność od instytucji państwowych, a nie jak wcześniej wyłącznie od ludzi świeckich, często w formie anonimowych darowizn. Zaznaczył też, że gdyby zaproponowano mu współpracę z tymi mediami w obecnym ich kształcie, to by się na to nie zdecydował.

### Działalność polityczna
Przed wyborami prezydenckimi w 2015 wszedł w skład komitetu poparcia Grzegorza Brauna. W wyborach do Parlamentu Europejskiego w 2019 kandydował z listy Konfederacji KORWiN Braun Liroy Narodowcy w okręgu wyborczym nr 4. Zdobył 3 614 głosów, a komitet nie przekroczył progu wyborczego.

## Wybrane publikacje książkowe
- Akcja Katolicka, 1995
- Czy filozofia współczesna może człowieka doprowadzić do obłędu, 1994
- Dario Fo: świat rozbawi byle co?, 1998
- Dwie twarze Wisławy Szymborskiej (współautorstwo), 1996
- Konstytucja lewicy - 9 x nie, 1997
- Księżna Diana i agonia Europy, 1997
- Masoneria polska 1993 : fakty, konteksty, komentarze, 1994
- Masoneria polska 1999, 1999 ISBN 83-86535-17-2.
- Masoneria polska i okolice, 1997
- Narodziny Metanoi (Metanoja – saga przyszłości t. 1), 1997
- Miłość i zbrodnia (Metanoja – saga przyszłości t. 2), 2000
- „Pan Tadeusz” na nowo odczytany, 1999
- Polska, Kościół, „święta” demokracja, 1996
- Radio Maryja: droga do źródła prowadzi pod prąd, 1998
- Tak-tak, nie-nie: z założycielem Radia Maryja rozmawia Stanisław Krajski (wywiad z Tadeuszem Rydzykiem), 2002
- Mel Gibson – obrońca chrześcijańskich wartości, 1998
- Mel Gibson – Droga do Pasji, 2004
- Tandeciarze
- Filozofia społeczna w „Przeglądzie Powszechnym” w latach 1884–1939
- Unia Europejska – nowy Babilon (2002) ISBN 83-86535-22-9.
- Magiczny świat Harry’ego Pottera
- Pius IX – pogromca liberalizmu
- Zawsze Polska, 2008
- Masoneria polska 2009 (2009)
- Masoneria i kryzys (Wydawnictwo Św. Tomasza z Akwinu, 2009) ISBN 978-83-86535-46-0.
- Masoneria polska 2012 (Wydawnictwo Św. Tomasza z Akwinu, 2012) ISBN 978-83-86535-56-9.
- Perfumy. Instrukcja obsługi (Agencja SGK, 2011) ISBN 978-83-88350-04-7.
- Savoir vivre jako sztuka życia. Filozofia savoir vivre (Wydawnictwo Św. Tomasza z Akwinu, 2009) ISBN 978-83-88350-03-0.
- Savoir vivre w Kościele. Podręcznik dla świeckich (Wydawnictwo Św. Tomasza z Akwinu, 2008) ISBN 978-83-86535-32-3.
- Savoir vivre. 250 problemów (Agencja SGK, 2011) ISBN 978-83-88350-05-4.
- Savoir vivre. Podręcznik w pilnych potrzebach (Agencja SGK, 2006) ISBN 83-88350-02-1.
- Świat Michała – w przedsionku mądrości. Zbeletryzowany podręcznik podstaw filozofii klasycznej (Wydawnictwo Św. Tomasza z Akwinu, 2007) – rozmowy Stanisława Krajskiego z synem Michałem
- Polska i masoneria. W przededniu wielkiego krachu (Wydawnictwo św. Tomasza z Akwinu, 2014) ISBN 978-83-86535-64-4.
- Nowy ustrój Polski (Wydawnictwo św. Tomasza z Akwinu, 2015)
- Masoneria polska 2017 – u progu katastrofy (Wydawnictwo św. Tomasza z Akwinu, 2017) ISBN 978-83-86535-74-3.
- „Masoneria polska 2017 – w centrum wydarzeń” (Wydawnictwo św. Tomasza z Akwinu, 2018) ISBN 978-83-86535-76-7.
- „Masoneria polska 2018 – wojna demonów” (Wydawnictwo św. Tomasza z Akwinu, 2018) ISBN 978-83-86535-77-4.
- „Odzyskać niepodległość” (Wydawnictwo św. Tomasza z Akwinu, 2018) ISBN 978-83-86535-81-1.
- Masoneria Polska 2020 – na rozdrożu historii (Wydawnictwo 3dom, 2020)

## Życie prywatne
Jest ojcem Michała Krajskiego (ur. 1988), doktora filozofii Uniwersytetu Kardynała Stefana Wyszyńskiego w Warszawie, publicysty i pisarza specjalizującego się w teologii denominacji chrześcijańskich i judaistycznych.